# Trois vallées varésines 2022
Les Trois vallées varésines 2022 est la 101e édition de cette course cycliste masculine sur route. Elle a lieu le 4 octobre 2022, sur une distance de 198,7 kilomètres entre Busto Arsizio et Varèse, en Lombardie, en Italie. Elle fait partie du calendrier UCI ProSeries 2022 en catégorie 1.Pro. C'est également une manche de la Coupe d'Italie. 

## Présentation

### Parcours
Pour la quatrième année consécutive, la course démarre de Busto Arsizio. La première partie de la course relie cette ville à Varèse en 46,5 km, en passant par la montée de Casbeno (it). Après un premier passage sur la ligne d'arrivée, les coureurs effectuent huit tours d'un circuit de 12,93 km, identique à celui des championnats du monde de cyclisme sur route 2008, chaque tour comprenant les ascensions du Montello et de Casbeno (it). Le dénouement de la course est attendu durant la dernière heure de course, dans le deuxième circuit. Celui-ci, d'une longueur de 25,72 km, est parcouru à deux reprises et comprend la montée de Morosolo (it), plus d'un kilomètre à 10 %, et celle de Casciago. L'arrivée est jugée via Sacco à Varèse après 198,7 km de course.

### Équipes
Vingt équipes sont au départ de la course : quatorze équipes UCI WorldTeam et six UCI ProTeam.
| WorldTeams (14)- AG2R Citroën Team - Astana Qazaqstan Team - Bora-Hansgrohe - EF Education-EasyPost - Groupama-FDJ - Intermarché-Wanty-Gobert Matériaux - Israel-Premier Tech - Jumbo-Visma - Lotto-Soudal - Movistar Team - BikeExchange-Jayco - Team DSM - Trek-Segafredo - UAE Team Emirates ProTeams (6)- Alpecin-Deceuninck - Arkéa-Samsic - Bardiani-CSF-Faizanè - Eolo-Kometa - Equipo Kern Pharma - TotalEnergies |
| |

## Classement final
| \| Classement général \| Classement général \| Classement général \| Classement général \| Classement général \| \| Coureur \| Coureur \| Pays \| Équipe \| Temps \| \| ------------------ \| ------------------ \| ------------------ \| ---------------------------------- \| ------------------ \| \| 1er \| Tadej Pogačar \| Slovénie \| UAE Team Emirates \| 4 h 36 min 59 s \| \| 2e \| Sergio Higuita \| Colombie \| Bora-Hansgrohe \| + 0 s \| \| 3e \| Alejandro Valverde \| Espagne \| Movistar Team \| + 0 s \| \| 4e \| Pierre Latour \| France \| TotalEnergies \| + 0 s \| \| 5e \| Benoît Cosnefroy \| France \| AG2R Citroën Team \| + 0 s \| \| 6e \| Adam Yates \| Royaume-Uni \| Ineos Grenadiers \| + 0 s \| \| 7e \| Bauke Mollema \| Pays-Bas \| Trek-Segafredo \| + 0 s \| \| 8e \| Domenico Pozzovivo \| Italie \| Intermarché-Wanty-Gobert Matériaux \| + 0 s \| \| 9e \| Jesús Herrada \| Espagne \| Cofidis \| + 0 s \| \| 10e \| Rigoberto Urán \| Colombie \| EF Education-EasyPost \| + 0 s \| |                    |             |                                    |                 |
| |                    |             |                                    |                 |
| Source : ProCyclingStats |                    |             |                                    |                 |
| Classement général |                    |             |                                    |                 |
| Coureur | Coureur            | Pays        | Équipe                             | Temps           |
| 1er | Tadej Pogačar      | Slovénie    | UAE Team Emirates                  | 4 h 36 min 59 s |
| 2e | Sergio Higuita     | Colombie    | Bora-Hansgrohe                     | + 0 s           |
| 3e | Alejandro Valverde | Espagne     | Movistar Team                      | + 0 s           |
| 4e | Pierre Latour      | France      | TotalEnergies                      | + 0 s           |
| 5e | Benoît Cosnefroy   | France      | AG2R Citroën Team                  | + 0 s           |
| 6e | Adam Yates         | Royaume-Uni | Ineos Grenadiers                   | + 0 s           |
| 7e | Bauke Mollema      | Pays-Bas    | Trek-Segafredo                     | + 0 s           |
| 8e | Domenico Pozzovivo | Italie      | Intermarché-Wanty-Gobert Matériaux | + 0 s           |
| 9e | Jesús Herrada      | Espagne     | Cofidis                            | + 0 s           |
| 10e | Rigoberto Urán     | Colombie    | EF Education-EasyPost              | + 0 s           |